# رحمة ساداو
رحمة ساداو (بالإنجليزية: Rahama Sadau)‏، هي مُمثلة ومُخرجة ومُغنية نيجيرية.

## الترشيحات والجوائز
حصلت رحمة ساداو على الترشيحات والجوائز التالية :
| السنة | حفل توزيع الجوائز    | الجائزة                          | العُنوان الأصلي للفيلم | النتيجة |
| ----- | -------------------- | -------------------------------- | --------------------- | ------- |
| 2014  | أفضل مُمثلة (كانيوود) | City People Entertainment Awards | Kannywood             | فوز     |
| 2015  | أفضل مُمثلة (كانيوود) | City People Entertainment Awards | Kannywood             | فوز     |
| 2017  | أفضل مُمثلة أفريقية   | African Voice                    | Kannywood             | فوز     |

## روابط خارجية
رحمة ساداو على موقع IMDb (الإنجليزية)
- رحمة ساداو على موقع قاعدة بيانات الفيلم (الإنجليزية)